# Математическое моделирование экономических систем
Математическое моделирование экономических систем изучает целостную макроэкономическую систему: национальную экономику, экономику региона, а также взаимодействие таких систем. Это направление исследований охватывает также создание инструментария, помогающего исследователю в математическом моделировании экономики, и разработку методики использования современных вычислительных методов и технических систем в математическом моделировании экономики и экономических процессов.
Может считаться разделом математической экономики, но может считаться и соседней областью, в чём-то сближающейся с эконофизикой.